# Calymmodesmus montanus
Calymmodesmus montanus är en mångfotingart som beskrevs av Loomis 1964. Calymmodesmus montanus ingår i släktet Calymmodesmus och familjen Stylodesmidae. Inga underarter finns listade i Catalogue of Life.